# Друзі, коханки і велика халепа
Друзі, коханки і велика халепа (англ. Friends, Lovers and the Big Terrible Thing) — мемуари американсько-канадського актора Метью Перрі, відомого за роллю Чендлера Бінга в телесеріалі «Друзі», продаж яких розпочався 30 червня 2023 року в Україні. Автобіографія містить інформацію про дитинство актора, бажання стати відомим, бекстейдж зі зйомок «Друзів» та залежність актора від наркотиків та алкоголю. Книга отримала схвальні відгуки критиків за відвертість актора та насиченість його оповіді.

## Синопсис
Мемуари складаються з передмови, написаного колегою Перрі по серіалу «Друзі» Лізою Кудров, пролога, одинадцяти розділів та подяк.

### Передмова
В передмові Ліза Кудров описує Метью як веселого та життєрадісного колегу, робота, з яким ніколи не була проблемою. Вона також ділиться, що преса часто запитувала її про Метью, та вона вважала, що не має права ділитися особистими подробицями життя іншої людини. Тому, щоб уникнути пліток, відповідала, що справи в нього добре. Тільки після спілкування з Перрі про книгу, вона зрозуміла, наскільки помилялася.

### Пролог
В пролозі Метью описує свій біль від вживання наркотиків та ділиться власними думками, коли кожну подію варто було відзначити алкоголем чи наркотиками. Пролог також оповідає про те, як Перрі ухилявся від реабілітаційних клінік та про перші наслідки для здоров'я — вибуху товстої кишки.

## Написання
Метью ділиться, що до написання книги його підштовхнула власна ж історія. Він вважає, що залежність — занадто сильна хвороба, щоб подолати самотужки. Оскільки він впізнавана людина, актор скористався цією можливістю, щоб допомогти іншим і показати, що надія завжди є. 
«Щоразу, коли я стикався з чимось, чим не дуже хотів ділитися, я думав про людей, яким допомагав, і це підтримувало мене»

Метью Перрі для The New York Times
Після тривалого перебування в лікарні Лос-Анджелеса Перрі почав записувати історію свого життя в застосунку на своєму телефоні. Коли актор надрукував вже 110 сторінок, він показав їх своєму менеджеру, який наказав йому продовжувати. Метью не послуговувався послугами літературних рабів. Видавчиня Flatiron, Меган Лінч, яка вважає себе вибагливою, вважає, що книга «має голос». В інтерв'ю актор ділиться, що секрети вбивають, а публікація мемуарів подарувала йому полегшення та місію — допомагати людям.

## Сприйняття

### Продажі
За тиждень після публікації книги в США, вона зайняла перше місце на Амазон в чарті бестселерів документальної літератури та друге місце в чарті мемуарів. Мемури Перрі були в чарті 20-ти найбільш прочитаних книг Амазону до кінця березня 2023, півроку після публікації.

### Скандали
В мемуарах Перрі розмірковував про різних знаменитостей. Розмірковуючи про смерть колишнього актора Рівера Фенікса, він розмірковує, чому оригінальні актори як-от Рівер Фенікс і Гіт Леджер, помирають, а Кіану Рівз досі серед нас. Рівз ніяк не відреагував на зауваження Перрі, але джерело, наближене до першого актора повідомляє, що Кіану вважав, що цей коментар фейковий. Метью довелося вибачатися за свої слова: «Насправді я великий шанувальник Кіану. Я просто вибрав випадкове ім'я, моя помилка. Прошу вибачення. Натомість, мені слід було використовувати своє ім'я».

### Критика
Книгу позитивно сприйняли критики за брутальну чесність та відвертість. Однак мемуари склали враження про Метью, як про не емпатичного персонажа для багатьох читачів через його критику знаменитостей, популярності, нехтування нагородами та вихваляння багатством. Інші ж цінують цю неприємну правдивість через точні свідчення того, як залежність впливає на людину.

## Український переклад
Український переклад книжки опублікований 30 червня 2023 у видавництві «Наш Формат», переклад Анни Марховської.